# Англо-афганские войны

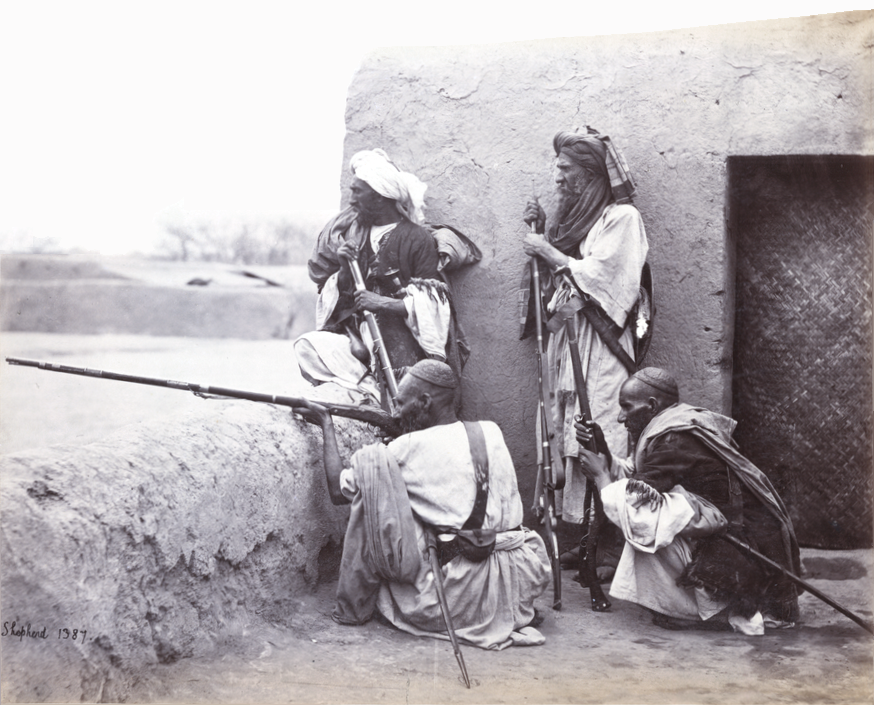
Афганцы племени афридии, 1866 год.

Англо-афганские войны (англ. Anglo-Afghan Wars), также Афганские войны (англ. Afghan Wars) — серия вооружённых конфликтов (1839–42; 1878–80; 1919) между Великобританией и эмиратом Афганистан, в ходе которых Британия, действуя с территории Индии, пыталась взять под контроль территорию Афганистана, чтобы обеспечить безопасность Индии со стороны России. Первая война началась в 1839 году, когда британцам удалось привести к власти в Афганистане своего сторонника Шаха-Шуджа, но через два года им пришлось признать эмиром Дост-Мухаммада и покинуть Афганистан. Вторая война началась в 1879 году: под британским давлением эмир согласился на размещение в Кабуле британской миссии, но в том же году афганская армия взбунтовалась, и миссия была уничтожена. Британия снова ввела войска и заняла Кабул, после чего эмиром был признан Абдур-Рахман, а армия покинула Афганистан. Третья война началась в 1919 году, когда эмир Аманулла-хан объявил о полной независимости Афганистана от Великобритании.